# 無人出席的告別式
《無人出席的告別式》（英語：Still Life）是一部2013年的劇情片，由烏貝托·帕索里尼執導。故事聚焦在一位專辦「無意義」的公務員約翰·梅上，他負責幫助那些孤苦無依的獨居人士走完生命的最後一程。在為了讓他離職前的最後一個案子，能有些生者的溫暖，他走上了一段奇特的旅程。
本片於第70屆威尼斯影展地平線單元中首映。
日本將此作翻拍的電影《I am牧本》將於2022年上映。

## 劇情
約翰是個專辦「無意義」葬禮的公務員，負責送那些獨居無親的亡者，走上最後一程。一絲不苟的他，總是盡心地在遺物中找尋線索，讓微不足道的葬禮能夠體面一點。而寂寞的自己也從這些孤單而終的人身上，找到些許共振的頻率。他決定要讓離職前的最後一場葬禮，也能夠有生者的悼念，於是，他踏上了一趟奇特的尋親之旅：
约翰·梅（梅先生）是一个在孤独中挣扎的人，他在伦敦肯宁顿市政厅的无主财产办公室工作，他的主要职责是寻找该地区未留下遗嘱死者的近亲。大多数案件由于缺乏线索而不了了之，但当找到继承人时，他经常发现他们对为死者举办葬礼犹豫不决，因此他自己组织葬礼，为每个死者写悼词，并通常作为唯一的哀悼者参加葬礼。他的上級发现这种做法既费时又费钱，所以决定在他完成最后一个案子后关闭他的办公室。该案件是威廉·"比利"·斯托克的死亡。当梅先生询问这个人的地址时，他发现死者是一个他从来不认识的邻居，他就住在对面的公寓楼里，从窗户可以直接看到。
在检查斯托克的公寓时，唯一的线索是一系列的照片，其中一张是猪肉馅饼工厂的照片。大多数是一个成年妇女和一个年轻女孩的照片。相册有一些空页，没有超过10岁的女孩的照片。约翰猜测斯托克曾经有一个妻子和女儿，但没有任何记录或线索，没有名字、日期或标签，没有任何形式的身份证明。
他访问了馅饼厂，找到当时与斯托克是朋友的一个工人。那人说斯托克从未提过有家庭，他离开工厂是为了一位经常光顾的餐馆的女店主。约翰来到斯托克当时居住的地方，检查了镇上所有的炸鱼薯条店，直到他找到了斯托克的前情人玛丽、她的成年女儿和孙女。玛丽透露，斯托克是她女儿的父亲，但他在知道女儿的存在之前就离开了。
玛丽告诉约翰，他们不能被视为斯托克的亲属，因为 "他从来不想要一个家庭"。然而，她告诉他，在斯托克抛弃她之后，他可能进了监狱。
约翰设法找到了斯托克被囚禁的监狱。在监狱里，一名警卫带领约翰找到了一些斯托克从未寄出的信件，在那里他发现了相册里那个年轻女孩的信，很明显她是斯托克的女儿，曾经是斯托克生活和家庭的一部分。信中有 "凯利"这个名字和一个地址。梅找到了凯莉·斯托克，斯托克的另一个女儿，他认识的那个女儿。凯利听到她的父亲去世后大吃一惊，但对她父亲在她年幼时对她和她母亲的遗弃难以接受。凯莉透露，她的母亲，也就是相册里的那个女人和斯托克的前妻，三年前已经去世。
当梅邀请凯莉参加葬礼时，她表现出强烈的伤害和怨恨。她给了他一张她父亲和战友珍宝的照片，是他们在福克兰群岛服兵役时拍的。珍宝对斯托克记忆深刻，但对葬礼没有兴趣。珍宝把约翰带到他最后一次见到斯托克的几个公园和庇护所。在那里，约翰遇到了两个无家可归的人，他们同意与他交谈以换取一杯饮料。然而，他们也对葬礼不感兴趣。考虑到此事已了，约翰回到他的办公室，准备退休。他在那里接到了凯莉的电话，她同意成为斯托克的近亲。
影片的后半部分展示了一些安静的场景，这些场景描述了约翰在他僵硬的日常工作中做出的小改变：尝试新的食物和饮料，走新的路线，并受到比利-斯托克的勇敢故事的启发。
约翰与凯莉见面，告知她所继承的东西，并热情地讨论了他为斯托克所作的葬礼安排，包括将他的坟墓位置分配在公墓中约翰最喜欢的休息地点。凯莉邀请约翰在葬礼后和她一起喝茶，这让约翰在影片中第一次露出了笑容。在买了一些小礼物后，他被一辆新伦敦巴士撞倒，因流血过多死在了柏油路上。
然而，没有人可以找到他的近亲，因为办公室已经关闭了。也没有人出席他的葬礼。在斯托克的葬礼进行的同时，他被埋在离斯托克的坟墓很近的一个无名墓中。
参加斯托克葬礼的都是约翰在整个影片中为他联系的人；斯托克穿着军装制服的战友、流浪汉、他的前女友以及他的两个女儿和孙子。凯利四处寻找约翰，但当他的棺材经过时却没有认出。当斯托克的葬礼队伍离开时，凯利看到服务人员在一个新的坟墓上放上泥土，并不知道那是约翰的。
在约翰的葬礼服务人员离开后，比利·斯托克的鬼魂和约翰在世时处理过的其他案件的鬼魂集体出现在墓地，走向约翰的坟墓。

## 演員表
- 艾迪·瑪森 飾 約翰·梅

## 所獲榮譽
本片於第70屆威尼斯國際影展地平線單元獲得該單元最佳導演及Pasinetti最佳影片等獎項，並於隔年獲得雷克雅維克影展最佳影片的殊榮